# Campylocentrum pachyrrhizum
Campylocentrum pachyrrhizum är en orkidéart som först beskrevs av Heinrich Gustav Reichenbach, och fick sitt nu gällande namn av Robert Allen Rolfe. Campylocentrum pachyrrhizum ingår i släktet Campylocentrum och familjen orkidéer. Inga underarter finns listade i Catalogue of Life.